# Heptanodinitrilo
El heptanodinitrilo, también llamado pimelonitrilo o 1,5-dicianopentano, es un dinitrilo de fórmula molecular C7H10N2.

## Propiedades físicas y químicas
A temperatura ambiente, el heptanodinitrilo es un líquido transparente incoloro.
Tiene una densidad inferior a la del agua (ρ = 0,951 g/cm³),
siendo su punto de ebullición 175 °C y su punto de fusión -31 °C.
Su solubilidad en agua es de 48 g por L; el valor del logaritmo de su coeficiente de reparto, logP = 0,05, denota una solubilidad semejante en disolventes polares y apolares, como es el caso del 1-octanol dentro de estos últimos.
En cuanto a su reactividad, este dinitrilo es incompatible con ácidos y bases fuertes, así como con agentes oxidantes y agentes reductores fuertes.

## Síntesis
El heptanodinitrilo se puede sintetizar añadiendo 1,5-dicloropentano a una mezcla de cianuro sódico en dimetil sulfóxido previamente calentada a 90 °C; la reacción es exotérmica y la temperatura debe mantenerse por debajo de los 160 °C.
Este dinitrilo puede ser también sintetizado por nitrosación del ácido azelaico, el cual pierde dos átomos de carbono de la cadena.
Asimismo, a partir de la reacción entre 1,5-dibromopentano y cianuro potásico se puede obtener heptanodinitrilo, en este caso con un rendimiento en torno al 90%.

## Usos
El heptanodinitrilo puede utilizarse como disolvente orgánico en electrolitos que forman parte de dispositivos de almacenamiento de energía basados en litio.
Otro uso distinto de este dinitrilo es como componente de fluidos adsorbentes capaces de capturar el dióxido de carbono de escapes de motores de combustión interna, con el fin de reducir las emisiones de este gas invernadero.
Se ha planteado el empleo del heptanodinitrilo en la manufactura de poliamidas fabricadas a partir del lisinol, aminoalcohol derivado del aminoácido lisina; a diferencia de otros productos de la industria química que proceden del petróleo, la lisina es un recurso renovable, pues es elaborado a gran escala por fermentación de azúcares y otras fuentes de carbono.
Otro uso relacionado con el anterior, se basa en la capacidad del heptanodinitrilo para modificar monómeros de ciertos polímeros empleados como adsorbentes de metales disueltos en soluciones acuosas; por ejemplo, se ha sugerido recuperar así el uranio disuelto en los océanos del mundo, que supone una cantidad mil veces mayor que la existente en los minerales terrestres.
En otro orden de ideas, el complejo heptanodinitrilo/urea ha sido estudiado mediante espectroscopía de resonancia magnética nuclear de sólidos con el fin de dilucidar aspectos estructurales y dinámicos del complejo; dichos estudios sugieren que mientras la molécula de heptanodinitrilo parece ser estática, la del octanodinitrilo goza de mucha mayor movilidad.

## Precauciones
El heptanodinitrilo es un compuesto combustible que tiene su punto de inflamabilidad a 112 °C.
Es una sustancia irritante para la piel, ojos, membranas mucosas y aparato respiratorio.